# Liste der denkmalgeschützten Objekte in Altheim (Oberösterreich)
Die Liste der denkmalgeschützten Objekte in Altheim enthält die 10 denkmalgeschützten, unbeweglichen Objekte der Gemeinde Altheim im Bezirk Braunau am Inn.

## Denkmäler
| Foto  |                 | Denkmal                                                                            | Standort                                     | Beschreibung | Metadaten |
| ----- | --------------- | ---------------------------------------------------------------------------------- | -------------------------------------------- | --- | --- |
| ja    | Datei hochladen | Alte Volksschule HERIS-ID: 90201 Objekt-ID: 104883                                 | Braunauer Straße 9 Standort KG: Altheim      | Die alte Volksschule in der Braunauer Straße wurde in den Jahren 1877 bis 1879 errichtet. Zwischen Mai 2009 und September 2010 wurde sie für eine Nutzung als Musikschule adaptiert und um einen Neubau erweitert. | BDA-Hist.: Q37745556 Status: § 2a Stand der BDA-Liste: 2025-06-30 Name: Alte Volksschule GstNr.: 199 Alte Volksschule (Altheim, OÖ)                                      |
| ja    | Datei hochladen | Kath. Filialkirche Marktkirche hl. Sebastian HERIS-ID: 52007 Objekt-ID: 57907      | Kirchengasse 2 Standort KG: Altheim          | Das einschiffige Langhaus und der Chor, beide mit Tonnengewölben, wurden 1634 in einer Pestzeit erbaut. Der Südwestturm mit Zwiebelhelm entstand 1763.                                                             | BDA-Hist.: Q23541741 Status: § 2a Stand der BDA-Liste: 2025-06-30 Name: Kath. Filialkirche Marktkirche hl. Sebastian GstNr.: .1 Marktkirche hl. Sebastian, Altheim       |
| ja    | Datei hochladen | Kriegerdenkmal und 6 Inschriftentafeln HERIS-ID: 90187 Objekt-ID: 104869           | gegenüber Stadtplatz 33 Standort KG: Altheim | Auf dem Stadtplatz von Altheim befindet sich ein Denkmal mit sechs Inschriftentafeln zur Erinnerung an die Gefallenen der beiden Weltkriege.                                                                       | BDA-Hist.: Q37745432 Status: Bescheid Stand der BDA-Liste: 2025-06-30 Name: Kriegerdenkmal und 6 Inschriftentafeln GstNr.: 242/2 Kriegerdenkmal Altheim (Oberösterreich) |
| ja    | Datei hochladen | Braugasthof Wurmhöringer HERIS-ID: 45904 Objekt-ID: 47433                          | Stadtplatz 10 Standort KG: Altheim           | Die seit 1855 im Besitz der Familie Wurmhöringer befindliche Privatbrauerei wurde erstmals in den 1630er-Jahren (1632 oder 1633) urkundlich erwähnt.                                                               | BDA-Hist.: Q38018107 Status: Bescheid Stand der BDA-Liste: 2025-06-30 Name: Braugasthof Wurmhöringer GstNr.: .10, .12 Braugasthof Wurmhöringer (Altheim, OÖ)             |
| ja    | Datei hochladen | Ehemaliges Rathaus HERIS-ID: 90156 Objekt-ID: 104834                               | Stadtplatz 27 Standort KG: Altheim           | Das Gebäude am Stadtplatz 27 wurde 1933 fertiggestellt. Es wurde als Ersatz für den 1932 wegen Baufälligkeit abgetragenen Vorgängerbau errichtet und bis 1973 als Rathaus genutzt.                                 | BDA-Hist.: Q37745235 Status: § 2a Stand der BDA-Liste: 2025-06-30 Name: Ehemaliges Rathaus GstNr.: .33 Ehemaliges Rathaus (Altheim, OÖ)                                  |
| ja    | Datei hochladen | Museum Ochzethaus HERIS-ID: 90208 Objekt-ID: 104890                                | Roßbacher Straße 2 Standort KG: Stern        | Das Ochzethaus ist ein in Blockbauweise errichtetes Bauernhaus aus dem 19. Jahrhundert. | BDA-Hist.: Q1589955 Status: § 2a Stand der BDA-Liste: 2025-06-30 Name: Museum Ochzethaus GstNr.: .119/4 Museum Ochzethaus                                                |
| ja    | Datei hochladen | Pfarrhof HERIS-ID: 90204 Objekt-ID: 104886                                         | St. Laurenz 26 Standort KG: Stern            | Der Pfarrhof St. Laurenz wurde 1894/1895 errichtet. | BDA-Hist.: Q37745600 Status: § 2a Stand der BDA-Liste: 2025-06-30 Name: Pfarrhof GstNr.: .123                                                                            |
| ja BW | Datei hochladen | Kath. Pfarrkirche hl. Laurenz und Friedhof HERIS-ID: 52008 Objekt-ID: 57916        | bei St. Laurenz 36 Standort KG: Stern        | Die gotische und barockisierte Kirche wurde von 1982 bis 2006 restauriert. | BDA-Hist.: Q18145383 Status: § 2a Stand der BDA-Liste: 2025-06-30 Name: Kath. Pfarrkirche hl. Laurenz und Friedhof GstNr.: 1785, .119/11 St. Laurentius (Altheim, OÖ)    |
| ja    | Datei hochladen | Ulrichs-Kapelle HERIS-ID: 45905 Objekt-ID: 47435                                   | bei St. Ulrich 11 Standort KG: Weyrading     | Die Ulrichs-Kapelle wurde 1803 unter Verwendung gotischer Reste (Portal) der alten, abgebrochenen Kirche erbaut. Die Kapelle ist mit gotischen und barocken Figuren ausgestattet.                                  | BDA-Hist.: Q38018118 Status: Bescheid Stand der BDA-Liste: 2025-06-30 Name: Ulrichs-Kapelle GstNr.: .67/1                                                                |
| ja    | Datei hochladen | Landesmusikschule, Ehemalige Kinderbewahranstalt HERIS-ID: 90195 Objekt-ID: 104877 | Bahnhofstraße 16 Standort KG: Weyrading      | Das zunächst als Volksschule genutzte Gebäude in der Bahnhofstraße 16 wurde 1877 begonnen und 1879 fertiggestellt. Später wurde darin eine Landesmusikschule untergebracht.                                        | BDA-Hist.: Q37745473 Status: § 2a Stand der BDA-Liste: 2025-06-30 Name: Landesmusikschule, Ehemalige Kinderbewahranstalt GstNr.: .58 Landesmusikschule (Altheim, OÖ)     |

## Ehemalige Denkmäler
| Foto |                 | Denkmal                                          | Standort                          | Beschreibung | Metadaten |
| ---- | --------------- | ------------------------------------------------ | --------------------------------- | ------------ | --- |
| ja   | Datei hochladen | Gatterbauerliegenschaft Objekt-ID: 57904bis 2014 | Schulgasse 6 Standort KG: Altheim |              | BDA-Hist.: Q106679019 Status: § 2a Stand der BDA-Liste: 2014-06-27 Name: Gatterbauerliegenschaft GstNr.: .141/2 Altheim Gatterbauerliegenschaft |